# Fahad Al Ansari
Fahad Ebrahim Al Ansari (25 de fevereiro de 1987) é um futebolista profissional kuwaitiano que atua como meia.

## Carreira
Fahad Al Ansari representou a Seleção Kuwaitiana de Futebol na Copa da Ásia de 2015.